# Warner Independent Pictures
Pour les articles homonymes, voir Warner.
Warner Independent Pictures était une branche de Warner Bros. Pictures spécialisée dans la production et la distribution de films independants. Créée en août 2003, sa première production fut Before Sunset. La compagnie finança, produisit, acquit et distribua des longs métrages dont les budgets ne dépassèrent pas plus de 20 millions de dollars.
Il a été annoncé le 8 mai 2008 que Picturehouse (une autre filiale de Time Warner) et Warner Independent Pictures cesseront leurs activités à partir de cette date,.

## Films
Listés par année de sortie américaine :

### 2004
- De pères en fils (Around the Bend)
- Before Sunset
- Criminal.
- La Maison au bout du monde (A Home at the End of the World]
- Un long dimanche de fiançailles
- We Don't Live Here Anymore

### 2005
- Eros
- Tout est illuminé (Everything Is Illuminated)
- Good Night and Good Luck
- The Jacket
- La Marche de l'Empereur
- Paradise Now

### 2006
- Temporada de patos (sorti aux États-Unis sous le nom de Duck Season)
- For Your Consideration (coproduction avec Castle Rock Entertainment et Shangri-La Entertainment)
- Scandaleusement célèbre (Infamous)
- Looking for Comedy in the Muslim World
- Mary Queen of Scots
- Le Voile des illusions (The Painted Veil)
- Wu ji, la légende des cavaliers du vent (The Promise)
- A Scanner Darkly
- La Science des rêves (coproduction avec Gaumont, France 3 Cinéma et Canal+)

### 2007
- La Théorie du Chaos (Chaos Theory)
- Une Fille à la Page (Suburban Girl)
- In the Land of Women
- Mama's Boy
- L'Homme qui venait d'ailleurs (The Man Who Fell to Earth)
- Dans la vallée d'Elah (In the Valley of Elah)
- December Boys
- La 11e heure, le dernier virage (The 11th Hour)

### 2008
- Towel Head (Towelhead)
- Funny Games U.S. (Funny Games) (coproduction avec Tartan Films, Celluloid Dreams et FilmFour)
- Snow Angels
- Slumdog Millionaire (coproduction avec Pathé, Celador Films et FilmFour) avant d'être acheté par Fox Searchlight à la suite de la fermeture du studio.